# Root (Nowy Jork)
Root – miasto w Stanach Zjednoczonych, w stanie Nowy Jork, w hrabstwie Montgomery.